# Mucuna tomentosa
Mucuna tomentosa är en ärtväxtart som beskrevs av Karl Moritz Schumann. Mucuna tomentosa ingår i släktet Mucuna och familjen ärtväxter. Inga underarter finns listade i Catalogue of Life.